# Ordre de la Steige
L’ordre de la Steige est une communauté de chanoines réguliers suivant la règle de saint Augustin, active à partir du XIIIe siècle à Obersteigen. L’ordre s’étend ensuite entre le XIIIe et XVe siècles, fondant des couvents jusqu’à Constance. À l’instar de la plupart des fondations augustiniennes, l’ordre décline toutefois spirituellement à partir du XIVe siècle, ce qui aboutit à sa sécularisation en 1482. L’ordre continue d’exister par la suite sous la forme du chapitre Notre-Dame de Saverne jusqu’à la dissolution de celui-ci au début de la Révolution française.

## Histoire

### Fondation et expansion
Vers 1221, l’abbaye d’Andlau fonde à Obersteigen un prieuré tenu par des chanoines réguliers suivant la règle de saint Augustin. Initialement, la mission de ceux-ci est, outre leurs activités contemplatives, de tenir l’hospice de voyageurs installé dans le couvent. Ils gagnent toutefois rapidement en influence et se voient confier de nouvelles responsabilités, parfois dans des régions éloignées d’Obersteigen. Leur sont ainsi rattachés au XIIIe siècle un monastère et un hôpital à Landau, un autre hôpital à Lahr, de même que le monastère du Beerenberg à Constance. Obersteigen demeure à cette date le siège du nouvel ordre et son prieur devient prieur général. Dans le même temps, les chanoines ajoutent à leurs missions d’origine la desserte des paroisses situées autour de leurs établissements. Cette situation est entérinée en 1300 par le pape Boniface VIII, qui confirme le rattachement de ces paroisses à l’ordre de la Steige.
Progressivement entre la fin du XIIIe siècle et le début du XIVe siècle, l’activité paroissiale occupe une place de plus en plus importante au sein de l’ordre, au point qu’il est décidé en 1303 d’en déplacer le siège vers un lieu plus peuplé. L’établissement d’Obersteigen est alors conservé avec des effectifs réduits, tandis que la plupart des chanoines rejoignent le couvent de Saverne, fondé quelques années plus tôt, où le nouveau siège est établi. Cette arrivée est néanmoins assez mal vue par le clergé local, qui n’apprécie guère la concurrence de l’ordre et le force à signer une convention : les moines ne peuvent prêcher lorsque les offices paroissiaux ont lieu et remettre la plupart des offrandes à la paroisse ; en outre les paroissiens ne peuvent se faire confesser et recevoir les sacrements de leur part qu’avec l’autorisation du curé et s’ils se font enterrer au couvent, un office doit d’abord avoir lieu à l’église paroissiale.
Néanmoins, l’ordre ne respecte guère ses engagements, d’autant qu’il dispose de plus de prêtres et que son église est mieux située que celle de la paroisse, ce qui lui permet de gagner en influence et de remettre peu à peu les dispositions de la convention en question. La situation de l’ordre est suffisamment favorable pour que celui-ci propose en 1425 que la cure soit intégrée au couvent. Toutefois, l’évêque de Strasbourg, soucieux d’éviter qu’un ordre religieux ne devienne trop influent dans sa capitale, empêche cette fusion en accordant en compensation à l’ordre des revenus distincts de ceux de la paroisse.

### Sécularisation
L’installation à Saverne ne présente pas que des avantages pour l’ordre : du fait des tentations plus nombreuses en ville que dans les montagnes, la discipline se délite progressivement chez les chanoines. En particulier certains commencent à acquérir des propriétés, ce qui est normalement interdit par la règle. Finalement, le provincial demande en 1482 la sécularisation de l’ordre, qui est approuvée par l’évêque de Strasbourg et le pape. L’ordre devient alors le chapitre de chanoine de chanoines séculiers Notre-Dame, créé par bulle papale le 17 mai 1482. Dans la foulée, le 9 juillet 1485, l’évêque de Strasbourg élève l’église paroissiale au rang de collégiale et en fait le siège du chapitre. De fait, la cure est ainsi rattachée au chapitre, qui devient responsable de la paroisse. Celle-ci est par ailleurs étendue en y incorporant la paroisse hors les murs et celle de Bergbieten.
Le nouveau chapitre ne contrôle plus les autres établissements, qui redeviennent autonomes. Toutefois, le prieuré d’Obersteigen disparaît en 1512 et l’évêque de Strasbourg attribue ses revenus au chapitre en 1541. En dépit de ces nouveaux revenus, le chapitre est à cette époque en proie à des difficultés financières et il ne reste en 1544 que six canonicats sur les dix prévus par le règlement. Ce n’est qu’en 1743 que le chapitre compte de nouveau les dix chanoines prévus à l’origine.
Pendant l’été 1790, l’assemblée nationale constituante vote la constitution civile du clergé, dont l’article 20 supprime avec effet immédiat tous les chapitres collégiaux et interdit leur recréation. Le chapitre poursuit néanmoins ses activités jusqu’en janvier 1791. Le procurateur communal avertit alors les chanoines que s’ils poursuivent leurs activités ils seront considérés comme ennemis de l’État. Le 24 janvier les chanoines quittent leur église, mais publient et diffusent le lendemain un texte dans lequel ils affirment ne l’avoir fait que sous la contrainte et qu’ils reprendraient leurs activités dès que possible. S’ensuit le 5 février un arrêté mettant hors-la-loi du texte, considéré contre-révolutionnaire, de ses auteurs et de ceux qui le diffuseraient.

## Organisation

### Chapitre Notre-Dame
Lorsque le chapitre Notre-Dame est fondé en 1482, l’ancien provincial Jean Rüsser est nommé prévôt (praepositus) : c’est lui qui dirige et représente officiellement l’institution. Le chapitre de Saverne compte neuf chanoines, qui élisent parmi eux à bulletin secret un doyen (decanus) qui préside l’assemblée. D’autres occupent les rôles de custode (custodes), responsable de la sécurité et de l’entretien de l’église, ainsi que de chantre (cantor), responsable de tout ce qui concerne les chants ; trois autres sont en outre autres vicaires (vicarius).
Le fonctionnement du chapitre est régi par un règlement rédigé en 1492 sous la direction de l’évêque Albert de Bavière. Ce règlement est révisé en 1544 par Érasme de Limbourg : la fonction de curé de la paroisse doit désormais obligatoirement être tenue par l’un des chanoines et c’est l’évêque seul qui peut l’attribuer. Il crée en outre le rôle d’écolâtre (scolarius), chanoine chargé de la construction et du contrôle des écoles gérées par le chapitre. Les rôles étant cumulables, il est fréquent qu’un même chanoine en ait plusieurs afin de bénéficier de revenus supplémentaires. Cette situation est peut appréciée des évêques et le chapitre est contraint de modifier son règlement en 1732 pour interdire le cumul des fonctions de curé et de prévôt ou de doyen.
Au fil des années, plusieurs canonicats supplémentaires sont créés : un doté de cinq cents florins par Henri Eberhard en 1548, dont l’attribution est réservée à sa famille ; un en 1737 par le chapitre, qui se réserve également son attribution ; un doté de vingt mille livres par l’abbé Jean Michel Sigel en 1743, qui est réservé à son neveu puis à sa suite à des ecclésiastiques issus de sa famille.

## Sceaux
Au XIVe siècle, le sceau de l’ordre est circulaire, avec dans sa partie centrale une scène pieuse sur deux registre : dans le registre inférieur, deux anges de part et d'autre d’une croix et, dans le registre supérieur, une Vierge à l’Enfant représentée en buste et encadrée de deux anges, le tout sous un arc trilobé dans les rampants sont ornés de fleurs de lys. Sur le pourtour se trouve l’inscription S. conven... mon. i. Zabern.
Le grand sceau du chapitre Notre-Dame est en forme d’amende, avec au centre la Vierge à l’Enfant debout devant un décor d’architecture. Il porte sur son pourtour l’inscription S. capituli ecclesie collegiate ste Marie virginis in Zabern, soit « Sceau du chapitre de l’église collégiale de la sainte vierge Marie ». Le petit sceau représente entre deux rosiers saint Barthélemy tenant un couteau à la main, avec sur le pourtour l’inscription Sigillum minutum collegii Tabernensis, soit « Petit sceau de la collégiale de Saverne ».

### Liste des dignitaires du chapitre Notre-Dame
| Nom                      | Début | Fin  | Remarques                                                                             |
| ------------------------ | ----- | ---- | ------------------------------------------------------------------------------------- |
| Jean Rüsser              | 1483  | 1503 |                                                                                       |
| Georges Eberstein        | 1503  | 1509 |                                                                                       |
| Pierre Braun             | 1509  | 1512 |                                                                                       |
| François de Honstein     | 1512  | 1515 | Chanoine du Grand chapitre de Strasbourg et demi-frère de Guillaume III de Hohnstein. |
| Jean Brucker             | 1515  | 1517 |                                                                                       |
| Michel Schaffner         | 1517  | 1523 |                                                                                       |
| Vite Vetteroheim         | 1523  | 1527 |                                                                                       |
| Sébastien Wurmser        | 1527  | 1538 | Théologien et chanoine du chapitre de Saint-Thomas.                                   |
| Michel Hammer            | 1538  | 1558 | Fils de Hans Hammer                                                                   |
| Mathias Antoni           | 1558  | 1564 |                                                                                       |
| Chrétien Luthemeister    | 1564  | 1566 | prébendier du Grand-Chœur                                                             |
| Nicolas Klein            | 1566  | 1595 |                                                                                       |
| Théodore Kirsch          | 1595  | 1621 | chanoine de Saint-Pierre-le-Vieux                                                     |
| Nicolas Siberius         | 1621  | 1622 |                                                                                       |
| Jean Klein               | 1622  | 1634 |                                                                                       |
| Jean Reineri             | 1634  | 1660 | chanoine du chapitre Saint-Léonard, roi du chœur, conseiller ecclésiastique           |
| Jean-Charles Zwanger     | 1661  | 1669 | curé de Saverne                                                                       |
| Quirin Speeth            | 1669  | 1671 |                                                                                       |
| Jean Dourdann            | 1671  | 1697 |                                                                                       |
| Georges-François Coulon  | 1697  | 1704 |                                                                                       |
| Jean Degermann           | 1704  | 1732 |                                                                                       |
| Hubert-Joseph Mehlem     | 1732  | 1744 |                                                                                       |
| Jean-Georges Brucker     | 1744  | 1778 |                                                                                       |
| François-Joseph Bataille | 1765  | 1778 |                                                                                       |
| Pierre Aubry             | 1778  | 1780 |                                                                                       |
| Jean-Jacques Sigel       | 1780  | 1791 | De la famille patricienne bernoise des Sigel                                          |